# Primitivo Yela Montalván
Primitivo Yela Montalván (Vinces, 27 de noviembre de 1878 - Quito,  12 de marzo de 1948) fue un jurisconsulto, hombre de letras, profesor, historiógrafo, periodista, juez, asambleísta, senador y diputado ecuatoriano.

## Origen familiar
Hijo de Juan Bautista Yela Muñoz, extranjero que llegó a Vinces luego de residir en San Juan de Pasto, Colombia, en la década de 1870; y Carmen Montalván Manjarrés de Yela, vinceña, casados en 1876. Primitivo era el primogénito de los ocho hijos habidos en el matrimonio Yela Montalván. Al Dr. Yela le seguían: María, Arsenio, Leonidas, Juan Bautista, Mariana, Ciro, y Justina.

## Infancia y juventud
Desde su infancia se destacó por ser inteligente y aplicado. Durante su etapa estudiantil no solo consiguió preciadas calificaciones, sino que también fue galardonado repetidamente con diplomas y medallas especiales. Estudió en Guayaquil en la escuela privada de niños dirigida por Tomás Martínez, etapa en la que recibió “Premio de 1ª. Clase”. En 1888, a sus 10 años de edad, la I. Municipalidad de Vinces le otorgó medalla “Premio al Saber”. Sus estudios secundarios los culminó en Quito en el Colegio San Gabriel, en 1896, donde año a año fue galardonado con el medallón VIRTVTI ET LITTERIS (para las letras y la virtud) HOC HONORIS HOC TESTIMONIVM (le honramos con el grado de doctor de letras humanas) SOCIETAS IESV. D.D (sociedad de doctor Divinitatis de Jesús); y las respectivas condecoraciones al mérito, honor y aplicación, además del premio de Ciencias de Bellas Artes de Literatura; y los superiores, en la Facultad de Jurisprudencia de la Universidad Central del Ecuador  donde recibió anualmente el Premio al Talento y Aplicación, como lo acredita el hecho de haber obtenido votación de primera clase en todos los exámenes de prueba.

## Trayectoria
Se desempeñó desde muy joven como catedrático, vicerrector y rector encargado del Instituto Nacional Mejía, tesorero de la Sociedad Jurídico Literaria del Ecuador, asambleísta (Constitución Política de la República del Ecuador en 1906), diputado y senador por la provincia de Los Ríos desde 1906 hasta 1924, Consejero de Estado durante el gobierno del Gral. Eloy Alfaro (1909), miembro del Directorio Permanente de la Junta Liberal de Pichincha, catedrático de la Facultad de Jurisprudencia de la Universidad Central del Ecuador (desde 1922), socio de la Sociedad Bolivariana del Ecuador, Vice-Presidente Honorario de la Sociedad de Artesanos Luz y Progreso de Vinces, durante dos lustros desempeñó la Judicatura de Letras -equivalente al actual Juez del Crimen- de la provincia de Pichincha. Procurador Síndico Ad-honorem de los cantones de la provincia de Los Ríos. Perteneció al Grupo nacional ecuatoriano correspondiente de la Asociación Internacional de Derecho Penal. Fue síndico de la Sociedad de Beneficencia Olmedo, institución establecida solemnemente en Quito, el día 28 de mayo de 1893, por los costeños residentes en la capital.
Durante su desempeño en las Cámaras Legislativas -1906 a 1924- logró que se aprueben proyectos, que terminaron en Decretos Legislativos o Ejecutivos, que establecían que parte de los impuestos se destinen a los cantones de su provincia y por consiguiente a su natal Vinces, a favor de obras como la Casa Municipal (Registro Oficial No. 1060. 1909 se construyó - 10 de abril de 1911 abrió oficialmente al servicio público), la casa de Gobierno en Babahoyo, el alumbrado de hidrocarburo, del muro y el muelle (inaugurados en 1910), fondos para implementar grifos contra incendios y plaza del mercado (inicio 1911 -inaugurado 1913), el hospital (1912), planta de luz, fuerza eléctrica, y para la renovación de los motores de los grifos -hidrantes- contra incendios (1921. R.O. 301- inaugurado en 1923),  donación terrenos para la Sociedad Obrera de Beneficencia Luz y Progreso (Registro Oficial No. 912).
En 1906 Alfaro volvió al poder como Jefe Supremo, buscando garantizar el proceso revolucionario. Triunfante Alfaro entra por segunda ocasión a Quito para un nuevo período de gobierno. El mismo año convocó a la Asamblea Constituyente, y Primitivo Yela Montalván, notable vinceño, intelectual de la época, con sus vastos conocimientos contribuía como Asambleísta a la nueva Constitución. En ella se establece la separación completa de la Iglesia y el Estado, el laicismo en la enseñanza oficial, el equilibrio de los tres poderes, las garantías individuales y políticas. Y Alfaro fue elegido Presidente de la República para el período 1907-1911.
Durante el gobierno de Alfaro, el Congreso en Pleno en sesión del 5 de noviembre de 1909 declaró al Dr. Yela Consejero de Estado. El Dr. Yela, de espíritu abierto al progreso social, tuvo la honra en 1910 de plantear decididamente un proyecto de ley, en la que se suprimía la sociedad forzosa de bienes entre los cónyuges; ya que en virtud de ésta era que se consideraba más que sumida, al absolutismo marital, vejada a la mujer; y sobre todo privada de sus derechos civiles y de la facultad de poder disponer libremente de su patrimonio. Años más tarde, planteó la necesidad de dar al trabajador participación en las utilidades de las empresas.
En mayo de 1912, como parte del profesorado del Instituto Nacional Mejía, fue declarado Miembro de la Real Academia Hispano Americana de Ciencias, Artes y Letras de Cádiz. El Dr. Yela, vicerrector del colegio Mejía, con un cariño excepcional por la Institución, a la que venía sirviéndola desde 1906, en su diputación comprendida de 1920 a 1922, no solo formuló un proyecto sustitutivo  (promulgado el 27 de octubre de 1920) para la creación de rentas especiales para la construcción de un edificio moderno y la adquisición de gabinetes y mobiliario escolar, sino que tuvo la idea y negoció con la Sociedad de Beneficencia "Olmedo", la compra de los terrenos donde se ubica actualmente el colegio. Así, mediante los buenos oficios, dominó la resistencia de los primeros momentos de negociación y consiguió que dicha Sociedad cediera un lote de 25.000 m², con un frente de tres cuadras para la ciudadela Larrea y ubicado en una de las mejores avenidas de la ciudad, la Av. Vargas.". Y con las mejores condiciones de precio para el colegio (85.000, oo sucres). Este era una de sus objetivos, ante un fallido intento de conseguir fondos, en septiembre de 1909, para laboratorios de Química y Física.
Constantemente laboró en las Comisiones Permanentes de Mesa de la Cámara de Diputados, y designado en Comisiones Especiales, cabe citar: Comisión para la modificación del Himno Nacional del Ecuador, Comisión sobre fondos para la Biblioteca Municipal de Vinces, sobre accidentes de trabajo formulado por el primer congreso de obreros, etc.
En abril de 1938, la distinguida dama quiteña Hipatia Cárdenas de Bustamante, invitó a opinar a personalidades ecuatorianas sobre: "¿Qué debe hacer el Ecuador para liberarse de las dictaduras?" La respuesta del Dr. Yela fue: 

“La Dictadura es un fenómeno complejo, las repúblicas hispanoamericanas no han podido cimentar la democracia. La consolidación envuelve en sí un estudio psico-sociológico-político-económico. El mal no está en las dictaduras, sino en los pueblos que la producen. Hay que recurrir a métodos y sistemas cuya eficacia dependa de la conciencia cívica de los ciudadanos.

Para el Dr. Yela hay tres formas de actuación aconsejables: 1) Educación e instrucción; 2) Organización y disciplina de los partidos políticos; 3) Organizar lo económico-financiero, para una finalidad justa y adecuada”.
También se destacó como historiógrafo y periodista. Escribía con el seudónimo de Ayac para El Porvenir de Quito. Publicó en 1908 el Semanario “El Impulso” en Riobamba, junto a Alberto Peña. Su lenguaje era pulcro, su estilo enérgico, sus pensamientos nobles. Y convincente su dialéctica. He aquí un fragmento de uno de sus múltiples escritos:

“…La revolución, palabra sagrada, supremo derecho de la soberanía, cruzó los ámbitos de la República, la vimos, la sentimos, y el progreso fue. ¡Ah, cuán doloroso es para la humanidad este progreso! Siempre se ha cumplido revolucionariamente: sus heraldos, han sido el hierro y el fuego; la sangre del hombre, su bautismo...”
Dr. Primitivo Yela Montalván

## Fallecimiento
Murió en Quito, el 12 de marzo de 1948, a la edad de 69 años. Sus restos reposan en la manzana 21, solar 12 del cementerio de San Diego de dicha ciudad.

## Matrimonio y descendencia
Casó en Quito con Mercedes Amelia de la Rosa. Tuvo un hijo que como él se educó en el colegio de los jesuitas; este hijo, excelente alumno, murió siendo aún colegial.

## Homenajes y reconocimientos
- En 1948 el Concejo municipal de Vinces informa: “...la Subdirección de Educación ha notificado que se creará un colegio en Vinces”. Y en 1949 Simón Ubilla Muñoz, presidente del Concejo, manifestó que el asunto ya era una realidad y pidió que se lo identifique con un nombre, por unanimidad se resolvió designarlo Dr. Primitivo Yela Montalván. Sin embargo, en 1951 el nuevo Concejo dictó una ordenanza dando el nombre Diez de Agosto, al nuevo establecimiento educativo.

- En junio del 2012, el Gobierno Autónomo Descentralizado Municipal del Cantón Vinces rindió homenaje en su memoria confiriéndole la Distinción Post Mortem. En la placa: "Quien fuera un distinguido hombre de leyes, catedrático y propulsor del desarrollo del cantón. Siendo considerado un notable intelectual de su época, que honró a su patria y a su pueblo natal Vinces. Personaje que mantuvo estrecha relación con los ideólogos del liberalismo".[26]|[27]|[28]|[29]

… “Talentoso jurisconsulto quien con una tenacidad propia de su gran carácter, labora constantemente en las Cámaras Legislativas en favor de Vinces. A su labor inteligente, se le debe los impuestos para la construcción de la Casa Municipal, el Colegio de Niñas, los grifos contra incendios, el alumbrado eléctrico y la canalización”
José Buenaventura Navas V., 1924